# 11128 Ostravia
11128 Ostravia eller 1996 VP är en asteroid i huvudbältet som upptäcktes den 3 november 1996 av de båda tjeckiska astronomerna Miloš Tichý och Jana Tichá vid Kleť-observatoriet. Den är uppkallad efter den tjeckiska staden Ostrava.
Asteroiden har en diameter på ungefär 4 kilometer och den tillhör asteroidgruppen Nysa.